# Ніколя Бокса
Робе́р-Ніколя-Шарль Бокса́ (фр. Robert Nicolas Charles Bochsa; 9 серпня 1789, Монмеді, Мез — 6 січня 1856, Сідней) — французький музикант-віртуоз, композитор, диригент і музичний організатор чеського походження.

## Біографія
Син композитора Карла (Шарля) Бокса.
З 7 років грав на флейті та фортепіано. У 1807 році вступив до Паризької консерваторії, де серед його викладачів був Шарль-Сімон Катель і Франсуа-Жозеф Надерман. З 1813 року служив арфістом в Імператорському оркестрі, спочатку при Наполеоні, а потім — при Людовику XVIII. Написав кілька опер. 1817 року був викритий в шахрайстві, сховався в Лондоні. Став там одним із засновників Королівської Академії музики, її секретарем, музичним директором Королівського театру.
Вирізнявся неординарним характером.
1839 року опинився в центрі ще одного скандалу, втікши з чужою дружиною, оперною співачкою Анною Рів'єр-Бішоп, дружиною композитора Генрі Бішопа. Вони концертували разом в США, Мексиці та Європі (крім Франції й Великої Британії). Пізніше Бокса протягом двох років працював у Неаполі в театрі Сан-Карло. У грудні 1855 року прибув до Сіднея, де, давши лише один концерт, помер.
Музична «зірка» міжнародного масштабу, відрізнявся ексцентричною поведінкою. Пізніше багато його композицій для арфи стали навчальними.

## Серед написаних творів
- «Повернення Траяна» (Le Retour de Trajan ou Rome triomphante), в двох актах, лібрето de Stéphanie-Aline Despréaux (1805, Ліон)
- «Танецьманія» (Dansomanie), балет (1806, Бордо)
- «Всесвітній потоп» (Le Déluge universel), ораторія (1806, Бордо)
- «Реквієм в пам'ять Людовика XVI для чоловічого хору і духових інструментів, на смерть Людовика XVIII» (Requiem à la mémoire de Louis XVI pour chœur d'hommes et instruments à vent , dédié à Louis XVIII) (1824, Абатство Сен-Дені)
- L'Héritier de Paimpol, комічна опера в трьох діях (29 грудня 1813, Опера-Комік)
- Les Héritiers Michau ou le Moulin de Lieursain, комічна опера, одна дія (30 квітня 1814 Opéra-Comique)
- Alphonse d'Aragon, комічна опера в трьох актах (20 серпня 1814 Opéra-Comique)
- «Король і Ліга» (Le Roi et la Ligue ou la Ville assiégée), комічна опера в трьох діях (22 серпня 1815, Opéra-Comique)
- «Весілля Гамаша» (Les Noces de Gamache) за твором М. де Сервантеса, комічна опера в двох актах (16 вересня 1815, Opéra-Comique)
- «Змінений лист» (La Lettre de change), комічна опера на одну дію (11 грудня 1815, Opéra-Comique)
- Un mari pour étrennes, opéra-comique en un acte (1 січня 1816, Opéra-Comique)
- «Жюстина і розбитий глечик» (Justine ou la Cruche cassée), балет (7 січня 1825 Лондон)
- «Храм Згоди» (Le Temple de la Concorde), балет (28 січня 1825 Лондон)
- «Народження Венери» (La Naissance de Vénus), балет на дві дії (8 квітня 1826 Лондон)
- «Корсар» (Le Corsaire), балет на три дії за мотивами однойменної поеми Байрона, балетмейстер Альбер, постановки: Лондон, 29 липня 1837, Брюссель 1839.